# Asociación en Defensa del Úlster
La Asociación en Defensa del Úlster (en inglés: Ulster Defence Association -UDA) es una organización paramilitar leal al Reino Unido en Irlanda del Norte, proscrita como grupo terrorista en el Reino Unido y en la República de Irlanda, y de ideología lealista.

## Origen y desarrollo
Se forma en 1971 como organización para los varios grupos leales a la Corona británica. Tenía el lema ley antes que violencia y era originalmente una organización legal hasta que fue prohibida en agosto de 1991. Durante este período de legalidad, los combatientes efectuaron una gran cantidad de asesinatos, incluyendo el político Paddy Wilson del Partido Socialdemócrata y Laborista de Irlanda, hecho acaecido en 1973. En los años 70 el grupo favoreció la independencia de Irlanda del Norte, pero se han retirado de esta posición en años recientes. La Asociación en Defensa del Úlster estuvo implicada en la huelga del consejo de los trabajadores del Úlster en 1974. La huelga fue dirigida por el miembro de la Asociación Glenn Berr.

## Crímenes y terrorismo
Son responsables de aproximadamente 122 asesinatos; 78 de sus víctimas eran civiles (predominantemente católicos), 29 eran otros paramilitares lealistas (incluyendo a 22 de sus propios miembros), 3 eran miembros de las fuerzas de la seguridad y apenas dos eran paramilitares republicanos. Muchos creen que algunos de estos ataques fueron realizados con la ayuda o la complicidad del ejército británico y de la Policía Real del Úlster. Esta creencia más adelante es sostenida por una investigación aunque todavía no se ha determinado el número exacto de personas asesinadas como resultado de esta complicidad. 
El modo de operar preferido de la Asociación en Defensa del Úlster son los asesinatos individuales - a menudo al azar - de blancos civiles en áreas nacionalistas. La Asociación está implicada en el chantaje y el comercio de drogas en Irlanda del Norte, y en un grado inferior en Escocia Occidental. El grupo también había desarrollado vínculos fuertes con grupos neonazis en Gran Bretaña, tales como Combate 18, aunque en 2005 la Asociación anunció que cortaba todos los lazos con organizaciones neonazis. En 2002 el Departamento de Estado de los Estados Unidos en su informe anual "informe sobre los patrones del terrorismo global" verifica estas acusaciones, indicando: "La Asociación en Defensa del Úlster ha evolucionado a una organización criminal implicada en el tráfico de drogas y otras actividades criminales que le reportan muchos beneficios." Ha estado implicada en varias peleas con la Fuerza Voluntaria del Úlster, que causó muchos asesinatos entre fuerzas paramilitares leales a la Corona británica.

## Defensores de La Mano Roja
El 22 de febrero de 2003, la Asociación en Defensa del Úlster realiza un completo cese al fuego que sería revisado cada tres meses, al cual se opone rotundamente otro grupo paramilitar leal a la Corona, los Defensores de la Mano Roja.
- Datos: Q1330968
- Multimedia: Ulster Defence Association / Q1330968